# Rothenberg
Rothenberg ist ein Stadtteil von Oberzent im südhessischen Odenwaldkreis. Bis zum 31. Dezember 2017 war Rothenberg Verwaltungssitz der bis dahin selbständigen Gemeinde Rothenberg.

## Geografie

### Geografische Lage
Rothenberg liegt in 170 bis 495 Meter Höhe im südlichen Odenwald und dem Geo-Naturpark Bergstraße-Odenwald, fünf Kilometer nördlich von Hirschhorn am Neckar entfernt. Der Hauptort liegt im Süden des Gemeindegebietes als Höhensiedlung in einer Rodung in 420 Meter Höhe auf dem Rücken der ansonsten bewaldeten Hirschhorner Höhe. Die Gemarkung erstreckt sich langgezogen längs des Finkenbachs nach Nordwesten. Die Gemarkungsfläche beträgt 1506 Hektar (1961), davon sind 938 Hektar bewaldet.

### Nachbarorte
Rothenberg grenzt im Norden an Beerfelden (Odenwaldkreis), im Osten an die Stadt Eberbach (Rhein-Neckar-Kreis in Baden-Württemberg), im Süden an die Stadt Hirschhorn (Landkreis Bergstraße) sowie im Westen an die Stadt Eberbach (Stadtteil Brombach) und die Gemeinde Wald-Michelbach (Landkreis Bergstraße).

### Gliederung
Die Gemarkung Rothenberg umfasst auch Kortelshütte und Ober-Hainbrunn. Diese sind seit 2018 eigene Stadtteile von Oberzent.

## Geschichte

### Ortsgeschichte

#### Mittelalter und Frühe Neuzeit
Die erste bekannte urkundliche Erwähnung als Rodenberg erfolgte 1353, als der römisch-deutsche König Karl IV. Engelhard I. von Hirschhorn mit Dorf und Herrschaft Rothenberg belehnte. Letztere umfasste auch die Dörfer Ober-Hainbrunn und Unter-Finkenbach sowie Vogteirechte in Moosbrunn. Nach dem Aussterben der Herren von Hirschhorn im Jahr 1632 fiel der Besitz zunächst an das Reich heim, bis das Lehen 1634 von Kaiser Ferdinand II. an Adam Philipp XI. von Cronberg neu vergeben wurde. Nach erneutem Heimfall durch das Aussterben der Grafen von Cronberg 1704 verlieh Kaiser Leopold I. das Lehen an die Familie von Degenfeld. Vor 1756 kam das Dorf Kortelshütte hinzu, das für Neusiedler sowie für Land- und Besitzlose gegründet wurde. 1797 verkaufte Graf August Christoph von Degenfeld-Schonburg (1730–1814) die Herrschaft mit Zustimmung des Kaisers Franz II. für 60.000 Gulden an seinen Schwiegersohn Christian Karl zu Erbach-Fürstenau. Fortan gehörte die Herrschaft als Amt Rothenberg zum Besitz der Grafen von Erbach-Fürstenau.

#### Ab 1806
Durch die Rheinbundakte kam das Amt Rothenberg (seit 1803 ohne Moosbrunn) als Teil der Standesherrschaft Erbach 1806 zur Provinz Starkenburg des Großherzogtums Hessen-Darmstadt und wurde vor 1821 mit dem Amt Freienstein fusioniert. Im Zuge der Trennung der Rechtsprechung von der Verwaltung wurden 1821/22 die starkenburger Ämter aufgelöst und die Verwaltungsaufgaben dem Großherzoglich Hessisch Gräflich Erbach Erbach und Gräflich Erbach Fürstenauischen Landraths-Bezirk übertragen. Ebenfalls seit 1822 gehörte Rothenberg zum Bezirk des Landgerichts Beerfelden, ab 1853 zu dem des Landgerichts Hirschhorn. Mit dem Gerichtsverfassungsgesetz von 1877 wurden Organisation und Bezeichnungen der Gerichte reichsweit vereinheitlicht. Zum 1. Oktober 1879 wurde deshalb das neu errichtete Amtsgericht Hirschhorn zuständig. Seitdem letzteres 1968 aufgehoben wurde, gehörte Rothenberg wie alle Gemeinden des Odenwaldkreises zum Bezirk des Amtsgerichts Michelstadt.
Im Jahr 1835 war Rothenberg mit 1098 Einwohnern das drittgrößte Dorf des Landratsbezirks. Als im Zuge der Industrialisierung die Verkehrswege ausgebaut wurden, geriet dem Handwerker- und Marktort seine verkehrsungünstige Höhenlage zum Nachteil. Eine industrielle Entwicklung fand nicht statt und die Bevölkerungszahlen waren rückläufig. Das Ortsbild ist bis heute stark landwirtschaftlich geprägt. 1971 wurden die bis dahin selbständigen Gemeinden Ober-Finkenbach und Raubach eingemeindet. Die Weiler Kortelshütte und Hinterbach waren im 18. Jahrhundert erfolgte Siedlungsgründungen für Neusiedler und Besitzlose. Kortelshütte hat sich ab dem frühen 20. Jahrhundert nach Erschließung durch eine Landstraße und Ausweisung von Neubaugebieten zu einem Luftkurort entwickelt. Hinterbach erlangte in den 1930er Jahren Bedeutung durch seine Mineralquellen.

Ausdehnung des Gemeindegebiets von 1972 bis 2017

#### Hessische Gebietsreformen (1970–1977, 2018)
Im Zuge der Gebietsreform in Hessen wurde am 1. Juli 1971 die bis dahin selbstständige Gemeinde Finkenbach mit dem Ortsteil Hinterbach auf freiwilliger Basis in die Gemeinde Rothenberg eingegliedert. Raubach kam am 1. August 1972 hinzu. Nach der Gebietsreform umfasste die Gemeinde Rothenberg eine Fläche von 30,48 km² mit 2265 Einwohnern am 31. Dezember 2015.
Sinkende Einwohnerzahlen und wirtschaftliche Gründe führten zu Bestrebungen, die Gemeinden Hesseneck, Beerfelden, Rothenberg und Sensbachtal zum 1. Januar 2018 zu einer Kommune mit dem Namen Oberzent zusammenzuschließen. In Bürgerentscheiden am 6. März 2016 stimmten die Bürger der vier Gemeinden jeweils mehrheitlich dafür. Bei einer Abstimmungsbeteiligung von 70,4 % betrug in Rothenberg die Mehrheit 71,4 % der abstimmenden Bürger. Die ehemalige Postleitzahl 64757 für Rothenberg wird seit dem Zusammenschluss nur noch von dem Hirschhorner Ortsteil Unter-Hainbrunn verwendet, dem jetzt kleinsten Dorf Hessens mit eigener Postleitzahl.
Für Rothenberg wurde ein Ortsbezirk mit Ortsbeirat und Ortsvorsteher nach der Hessischen Gemeindeordnung gebildet. Dieser Ortsbezirk umfasst die Gemarkung Rothenberg ohne die Fluren 3, 6, 21 und 22.

### Verwaltungsgeschichte im Überblick
Die folgende Liste zeigt die Staaten und Verwaltungseinheiten, denen Rothenberg angehört(e):
- ab 1353: Heiliges Römisches Reich, Herrschaft Rothenberg (Reichslehen)
  - 1353–1632: Besitz der Herren von Hirschhorn
  - 1634–1704: Gräflich-Cronbergscher Besitz
  - 1704–1797: Gräflich-Degenfeldischer Besitz
  - ab 1797: Besitz der Grafschaft Erbach-Fürstenau, Amt Rothenberg
- ab 1806: Großherzogtum Hessen (Souveränitätslande),[Anm. 2] Fürstentum Starkenburg, Amt Rothenberg (zur Standesherrschaft Erbach gehörig)
- ab 1815: Großherzogtum Hessen[Anm. 3] (Souveränitätslande), Provinz Starkenburg, Amt (Freienstein und) Rothenberg (zur Standesherrschaft Erbach gehörig)
- ab 1822: Großherzogtum Hessen, Provinz Starkenburg, Landratsbezirk Erbach[Anm. 4]
- ab 1848: Großherzogtum Hessen, Regierungsbezirk Erbach
- ab 1852: Großherzogtum Hessen, Provinz Starkenburg, Kreis Erbach
- ab 1871: Deutsches Reich,[Anm. 5] Großherzogtum Hessen, Provinz Starkenburg, Kreis Erbach
- ab 1918: Deutsches Reich, Volksstaat Hessen,[Anm. 6] Provinz Starkenburg, Kreis Erbach
- ab 1938: Deutsches Reich, Volksstaat Hessen, Landkreis Erbach[10][Anm. 7]
- ab 1945: Amerikanische Besatzungszone,[Anm. 8] Groß-Hessen, Regierungsbezirk Darmstadt, Landkreis Erbach
- ab 1946: Amerikanische Besatzungszone, Hessen, Regierungsbezirk Darmstadt, Landkreis Erbach
- ab 1949: Bundesrepublik Deutschland, Hessen, Regierungsbezirk Darmstadt, Landkreis Erbach
- ab 1972: Bundesrepublik Deutschland, Hessen, Regierungsbezirk Darmstadt, Odenwaldkreis
- ab 2018: Bundesrepublik Deutschland, Land Hessen, Regierungsbezirk Darmstadt, Odenwaldkreis, Stadt Oberzent[Anm. 9]

## Bevölkerung

### Ort Rothenberg
Einwohnerentwicklung
- 1558: 23 wehrfähige Männer[1]
- 1961: 1149 evangelische (= 84,24 %), 78 katholische (= 5,72 %) Einwohner[1]

| Rothenberg: Einwohnerzahlen von 1829 bis 2020 | Rothenberg: Einwohnerzahlen von 1829 bis 2020 | Rothenberg: Einwohnerzahlen von 1829 bis 2020 | Rothenberg: Einwohnerzahlen von 1829 bis 2020 | Rothenberg: Einwohnerzahlen von 1829 bis 2020 |
| --- | --------------------------------------------- | --------------------------------------------- | --------------------------------------------- | --------------------------------------------- |
| Jahr |                                               |                                               |                                               | Einwohner                                     |
| 1829 | 1829                                          |                                               | 479                                           | 479                                           |
| 1834 | 1834                                          |                                               | 818                                           | 818                                           |
| 1840 | 1840                                          |                                               | 870                                           | 870                                           |
| 1846 | 1846                                          |                                               | 997                                           | 997                                           |
| 1852 | 1852                                          |                                               | 939                                           | 939                                           |
| 1858 | 1858                                          |                                               | 962                                           | 962                                           |
| 1864 | 1864                                          |                                               | 1.041                                         | 1.041                                         |
| 1871 | 1871                                          |                                               | 1.124                                         | 1.124                                         |
| 1875 | 1875                                          |                                               | 1.163                                         | 1.163                                         |
| 1885 | 1885                                          |                                               | 1.189                                         | 1.189                                         |
| 1895 | 1895                                          |                                               | 1.123                                         | 1.123                                         |
| 1905 | 1905                                          |                                               | 1.196                                         | 1.196                                         |
| 1910 | 1910                                          |                                               | 1.177                                         | 1.177                                         |
| 1925 | 1925                                          |                                               | 1.156                                         | 1.156                                         |
| 1939 | 1939                                          |                                               | 1.202                                         | 1.202                                         |
| 1946 | 1946                                          |                                               | 1.456                                         | 1.456                                         |
| 1950 | 1950                                          |                                               | 1.381                                         | 1.381                                         |
| 1956 | 1956                                          |                                               | 1.322                                         | 1.322                                         |
| 1961 | 1961                                          |                                               | 1.364                                         | 1.364                                         |
| 1967 | 1967                                          |                                               | 1.437                                         | 1.437                                         |
| 1980 | 1980                                          |                                               | ?                                             | ?                                             |
| 1990 | 1990                                          |                                               | ?                                             | ?                                             |
| 2000 | 2000                                          |                                               | ?                                             | ?                                             |
| 2011 | 2011                                          |                                               | 963                                           | 963                                           |
| 2018 | 2018                                          |                                               | 871                                           | 871                                           |
| 2020 | 2020                                          |                                               | 861                                           | 861                                           |
| Datenquelle: Historisches Gemeindeverzeichnis für Hessen: Die Bevölkerung der Gemeinden 1834 bis 1967. Wiesbaden: Hessisches Statistisches Landesamt, 1968. Weitere Quellen: LAGIS; Zensus 2011 |                                               |                                               |                                               |                                               |

Einwohnerstruktur 2011
Nach den Erhebungen des Zensus 2011 lebten am Stichtag dem 9. Mai 2011 im Ort Rothenberg 963 Einwohner. Darunter waren 27 (2,8 %) Ausländer.
Nach dem Lebensalter waren 162 Einwohner unter 18 Jahren, 381 zwischen 18 und 49, 219 zwischen 50 und 64 und 198 Einwohner waren älter.
Die Einwohner lebten in 393 Haushalten. Davon waren 99 Singlehaushalte, 117 Paare ohne Kinder und 138 Paare mit Kindern, sowie 36 Alleinerziehende und 3 Wohngemeinschaften. In 81 Haushalten lebten ausschließlich Senioren und in 258 Haushaltungen lebten keine Senioren.

### Gemeinde Rothenberg
Die vom 1. Juli 1971 bis 31. Dezember 2017 bestehende Gemeinde Rothenberg

Einwohnerentwicklung
Die Einwohnerzahl der Gemeinde entwickelte sich im Lauf der Zeit wie folgt (soweit nicht anders vermerkt, entnommen aus den Publikationen des Hessischen Statistischen Landesamtes):
| Monat und Jahr | Einwohnerzahl |  | Monat und Jahr | Einwohnerzahl |
| Juni 1976      | 2246          |  | Dezember 2012  | 2302          |
| Dezember 2009  | 2389          |  | Dezember 2013  | 2266          |
| Dezember 2010  | 2382          |  | Dezember 2014  | 2233          |
| Dezember 2011  | 2364          |  | Dezember 2015  | 2265          |

Einwohnerstruktur 2011
Nach den Erhebungen des Zensus 2011 lebten am Stichtag dem 9. Mai 2011 in der Gemeinde Rothenberg 2359 Einwohner. Darunter waren 57 (2,4 %) Ausländer.
Nach dem Lebensalter waren 354 Einwohner unter 18 Jahren, 882 zwischen 18 und 49, 540 zwischen 50 und 64 und 585 Einwohner waren älter.
Die Einwohner lebten in 987 Haushalten. Davon waren 246 Singlehaushalte, 327 Paare ohne Kinder und 315 Paare mit Kindern, sowie 81 Alleinerziehende und 18 Wohngemeinschaften. In 213 Haushalten lebten ausschließlich Senioren und in 627 Haushaltungen lebten keine Senioren.
Religionszugehörigkeit
| • 1961: | 1149 evangelische (= 84,24 %), 78 katholische (= 5,72 %) Einwohner                          |
| • 1987: | 1532 evangelische (= 64,7 %), 268 katholische (= 11,3 %), 567 sonstige (= 23,9 %) Einwohner |
| • 2011: | 1331 evangelische (= 56,4 %), 248 katholische (= 10,5 %), 780 sonstige (= 33,1 %) Einwohner |

## Politik

### Ehemalige Gemeindevertretung
Die Gemeindeauflösung am 31. Dezember 2017 wurde von der Gemeindevertretung beschlossen, die aus der Kommunalwahl am 6. März 2016 hervorging. Diese lieferte folgendes Ergebnis, in Vergleich gesetzt zu früheren Kommunalwahlen:
| Sitzverteilung in der Gemeindevertretung 2016Insgesamt 15 Sitze - SPD: 4 - CDU/BuLiRo: 2 - WGR: 9 | Parteien und Wählergemeinschaften | Parteien und Wählergemeinschaften                                    | % 2016 | Sitze 2016 | % 2011 | Sitze 2011 | % 2006 | Sitze 2006 | % 2001 | Sitze 2001 |
| Sitzverteilung in der Gemeindevertretung 2016Insgesamt 15 Sitze - SPD: 4 - CDU/BuLiRo: 2 - WGR: 9 | WGR                               | Wählervereinigung Gemeinde Rothenberg                                | 58,2   | 9          | 54,8   | 8          | 52,0   | 8          | 45,5   | 7          |
| Sitzverteilung in der Gemeindevertretung 2016Insgesamt 15 Sitze - SPD: 4 - CDU/BuLiRo: 2 - WGR: 9 | SPD                               | Sozialdemokratische Partei Deutschlands                              | 26,8   | 4          | 29,0   | 4          | 35,1   | 5          | 41,5   | 6          |
| Sitzverteilung in der Gemeindevertretung 2016Insgesamt 15 Sitze - SPD: 4 - CDU/BuLiRo: 2 - WGR: 9 | CDU/BuLiRo                        | Christlich Demokratische Union Deutschlands / Bunte Liste Rothenberg | 15,0   | 2          | —      | —          | —      | —          | —      | —          |
| Sitzverteilung in der Gemeindevertretung 2016Insgesamt 15 Sitze - SPD: 4 - CDU/BuLiRo: 2 - WGR: 9 | CDU                               | Christlich Demokratische Union Deutschlands                          | —      | —          | 16,1   | 3          | 12,8   | 2          | 13,0   | 2          |
| Sitzverteilung in der Gemeindevertretung 2016Insgesamt 15 Sitze - SPD: 4 - CDU/BuLiRo: 2 - WGR: 9 | Gesamt                            | Gesamt                                                               | 100,0  | 15         | 100,0  | 15         | 100,0  | 15         | 100,0  | 15         |
| Sitzverteilung in der Gemeindevertretung 2016Insgesamt 15 Sitze - SPD: 4 - CDU/BuLiRo: 2 - WGR: 9 | Wahlbeteiligung in %              | Wahlbeteiligung in %                                                 | 70,5   | 70,5       | 57,2   | 57,2       | 63,3   | 63,3       | 72,4   | 72,4       |

### Bürgermeister
Nach der hessischen Kommunalverfassung ist der Bürgermeister Vorsitzender des Gemeindevorstands, dem in der Gemeinde Rothenberg neben dem Bürgermeister fünf ehrenamtliche Beigeordnete angehörten. Letzter Bürgermeister war seit Februar 2000 bis zur Auflösung der Gemeinde Hans Heinz Keursten (* 1952 in Wankum, † 1. Juni 2019 Oberzent). Seine direkt gewählten Amtsvorgänger waren:
- 1994 bis 2000  Willi Menges, (SPD)

### Wappen und Flagge
Wappen
| Wappen von Rothenberg | Blasonierung: „In geteiltem Schild oben in Gold ein wachsender Schwarzer Reichsadler, unten in Rot eine goldene Eichel, beseitet von je einer goldenen Hirschstange.“       |
| Wappen von Rothenberg | Das Wappen wurde der Gemeinde Rothenberg am 16. Juli 1979 durch das Hessische Innenministerium genehmigt. Gestaltet wurde es durch den Bad Nauheimer Heraldiker Heinz Ritt. |

Flagge

Die Flagge wurde der Gemeinde am 7. Oktober 1981 durch das Hessische Innenministerium genehmigt und wird wie folgt beschrieben:
„Auf rot/goldener Flaggenbahn in der oberen Hälfte aufgelegt das Gemeindewappen.“

## Kulturdenkmäler
In Rothenberg und den zugehörigen Ortschaften präsentiert sich eine ansehnliche Reihe von sehenswerten Kulturdenkmälern. Neben der evangelisch-lutherischen Schwarzen Kirche von 1880 und der Evangelischen Pfarrkirche von 1883 sind insbesondere mehrere Fachwerkhäuser, außerdem zahlreiche Kleindenkmäler wie sechs Brunnen, Grenzsteine und Stellsteinreihen, ausgezeichnet.
Um die Jahrhundertwende häuften sich die Beschwerden der Rothenberger Oberdorfbewohner über Mängel bei der Wasserversorgung. Die Quelle des Großen Brunnens am Hang des Gammelsbachtals schüttete genug Wasser. Die Landesbehörden im Großherzogtum Hessen betraute die Kulturinspektion Darmstadt und die fand die Lösung der Wasserversorgung mit zwei Wassermotoren, geliefert von der Zürcher Maschinenfabrik Schmid. Jeder der technisch interessanten Motoren treibt eine dreizylindrige Pumpe an. Die eine Drillingspumpe stammt aus dem Jahre 1902, die andere ist zwei Jahre jünger. Betrieben wird die historische Pumpstation zwischen Kortelshütte und Rothenberg heute von einem Kreis technisch begeisterter Idealisten.

## Verkehr
Das Segelfluggelände Rothenberg liegt etwa 2 km südöstlich der Ortsmitte.